# Shani Diluka

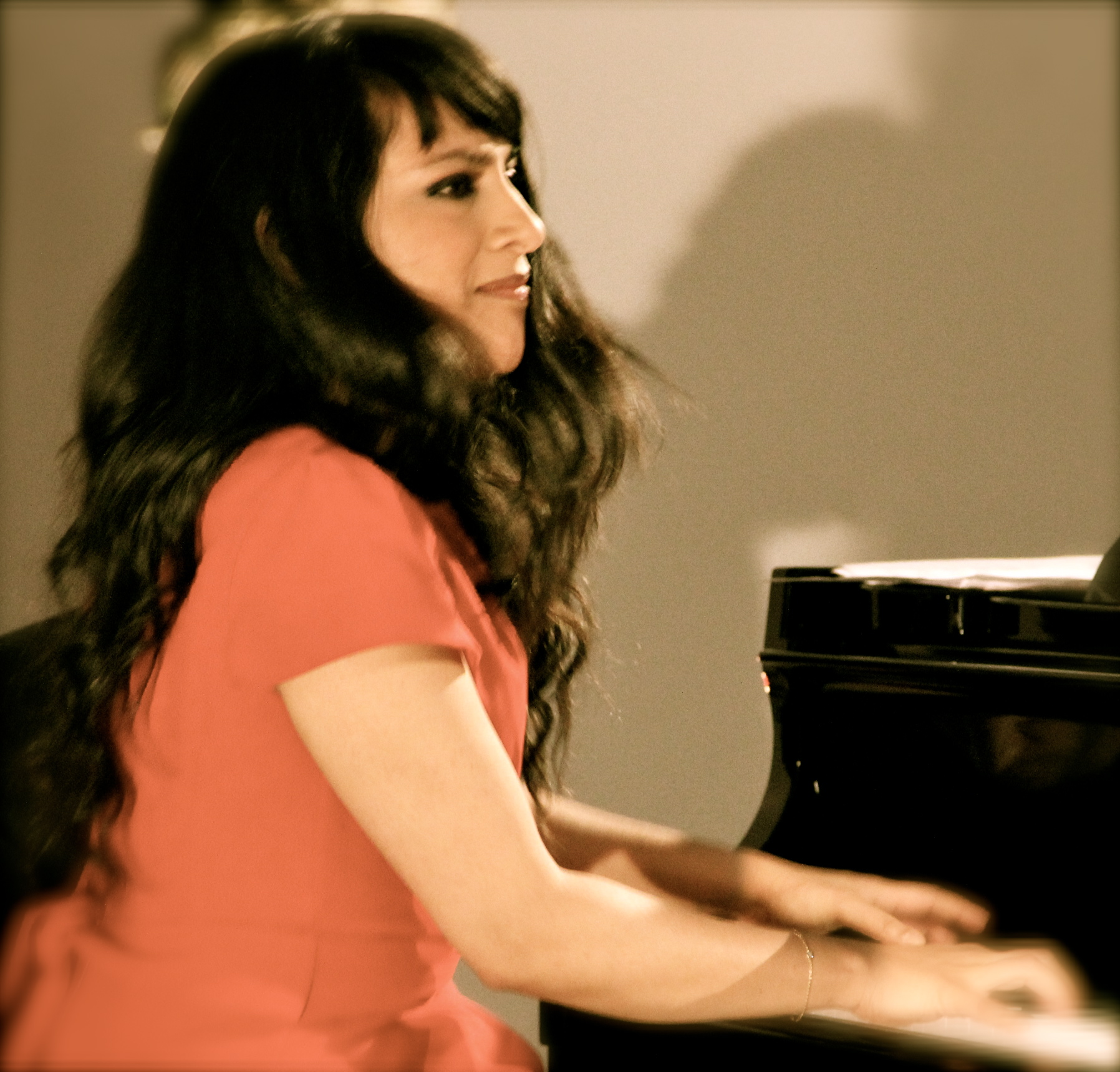
Shani Diluka

Shani Diluka (* 7. November 1976 in Monaco) ist eine französische Pianistin sri-lankischer Eltern.

## Leben
Im Alter von sechs Jahren wurde Shani Diluka von Fürstin Gracia Patricia von Monaco entdeckt und ausgewählt, an einem Förderprogramm der Akademie Prinz Rainiers III. teilzunehmen. Ihre ersten Solo-Auftritte gab sie mit neun Jahren und bereits drei Jahre später spielte sie im ersten Teil eines Konzertes von Hélène Grimaud im Akropolis in Nizza. Im selben Jahr wurde sie vom Dirigenten Lawrence Foster beraten und ermutigt, ihre Ausbildung weiter zu verfolgen.
Die in Monaco aufgewachsene, mit der orientalischen wie der westlichen Kultur gleichermaßen vertraute Diluka ist auf dem internationalen Parkett zu Hause. Ihr breit gefächertes Repertoire vermittelt sie im Anspruch und in der Tradition der großen musikalischen Vordenker von Artur Schnabel bis hin zu Wilhelm Kempff, mit dem sie regelmäßig verglichen wird.
Seit ihrem mit Auszeichnung abgeschlossenen Studium verfolgt Shani Diluka aktuelle musikalische Entwicklungen mit großem Interesse und interpretiert Werke berühmter zeitgenössischer Komponisten wie Kurtág, Rihm und Bruno Mantovani, von dem sie auch ein Werk uraufgeführt hat. Ihr liegt aber auch an dem ganz jungen Publikum, für das sie im Auftrag des französischen Kinder- und Jugendbuchverlags Editions Didier Heunesse Hachette eine Chopin-CD (mit Begleitbuch) eingespielt hat, ebenso die Histoire de Babar, le petit Elephant des französischen Komponisten Francis Poulenc, mit Natalie Dessay als Sprecherin.

## Diskografie
- Road 66
- Beethoven Concertos 1 op. 15 & 2 op. 19
- Mendelssohn
- Grieg
- Histoire de Babar le petit éléphant
- Monsieur Chopin
- Best of the Roque d’Anthéron Festival
- Les Salons de Musique ARTE
- La Folle Journée fête ses 20 ans

## Konzerte
Shani Diluka spielt regelmäßig mit renommierten Partnern, in großen Sälen und auf bekannten Festivals.
- Festival d’Ile de France, Paris, Frankreich
- Beethoven Haus, Baden bei Wien, Österreich
- Verbier Festival, Verbier, Schweiz
- Festival Roque d’Anthéron, Frankreich
- Bastille Amphithéâtre, Paris, Frankreich
- Chopin Festival, Bagatelles, Frankreich
- Opéra de Bordeaux, Frankreich
- Allerheiligen Hofkirche, München, Deutschland
- Opéra Dijon, Frankreich
- Bechstein Series, Hamburg, Berlin, Rostock, Leipzig, Frankfurt, Düsseldorf, Deutschland
- Festival de Polignac, Frankreich
- Festival Boswiler Sommer, Boswil, Schweiz
- Salle Gaveau, Paris, Frankreich
- Musée des Beaux Arts, Lille, Frankreich